# Peyo Roussarie
Pour les articles homonymes, voir Roussarie.
Pas d'image ? Cliquez ici

a Compétitions nationales et continentales officielles uniquement.

Dernière mise à jour le 24 février 2012.
Peyo Roussarie, né le 8 septembre 1980, est un ancien joueur français de rugby à XV professionnel français évoluant au poste de demi de mêlée. Il est le frère de Luix Roussarie, également joueur de rugby à XV professionnel.